# Melanzio
Melanzio (in greco antico: Μελανθεύς, -ύ?, Melanthéus, in latino Melanthius, -i) è un personaggio dell'Odissea. È il capraio del palazzo di Odisseo.

## Il personaggio
Melanzio è un servo di Odisseo che tradisce il suo antico padrone per mettersi dalla parte dei Proci. Figlio di Dolio e fratello della giovane ancella Melanto, vive sull'isola di Itaca e si contrappone per contegno ed etica ad Eumeo, il servo fedele.
Il capraio ha una personalità tracotante e viscida. Cerca d'affiliarsi al pretendente Eurimaco, al quale non fa mancare alcuna premura.

## Melanzio nell'Odissea
Melanzio compare nel Libro XVII dell'Odissea. Odisseo ed Eumeo lo incontrano mentre conduce il fior delle greggi di Itaca alla reggia perché finiscano sulle tavole dei Proci. Melanzio apostrofa e insolentisce i due, insultando Odisseo - che è sotto le spoglie di un povero viandante mercé un prodigio compiuto da Atena - e perfino osa allentargli un calcio. Solo la prudenza trattiene Odisseo dall'ammazzarlo all'istante con un colpo di bastone.
Quando incontra di nuovo Odisseo nella reggia, lo minaccia e solo l'arrivo dell'altro servo fedele dell'eroe - Filezio - separa i due.
Nel Libro XXI i Proci incaricano Melanzio di accendere il fuoco con cui scaldare l'arco della contesa per Penelope e di ungerlo con il grasso.
Durante la strage dei pretendenti (Libro XXII) il capraio si prodiga per andare nei piani superiori a prendere armi per i Proci: una prima volta ci riesce, ma poi viene intercettato da Eumeo. Per ordine di Odisseo, tuttavia, Melanzio non viene ucciso immediatamente: Eumeo lo prende prigioniero, incatenandolo in una posizione dolorosa. Alla fine della strage Melanzio paga il fio del suo tradimento in maniera atroce: Telemaco con al suo seguito i fidi Eumeo e Filezio gli mozzano naso e orecchi, lo evirano, gettando quindi i testicoli del capraio ai cani, e per concludere l'opera gli amputano le mani, facendolo morire per dissanguamento.
Eva Cantarella definisce la fine cui Odisseo destina - a sangue freddo - Melanzio "la morte di un infame".

## Influenza culturale
A Melanzio è intitolato il cratere Melanzio su Teti.